# Єгоров Денис Вікторович
Дени́с Ві́кторович Єго́ров — старший матрос Збройних сил України, учасник російсько-української війни, що зник безвісти у ході російського вторгнення в Україну в 2022 році.

## Нагороди
- орден «За мужність» II ступеня (2022) — за особисту мужність і самовіддані дії, виявлені у захисті державного суверенітету та територіальної цілісності України, вірність військовій присязі.